# Tephrosia curtissii
Tephrosia curtissii är en ärtväxtart som först beskrevs av John Kunkel Small, och fick sitt nu gällande namn av Lloyd Herbert Shinners. Tephrosia curtissii ingår i släktet Tephrosia och familjen ärtväxter. Inga underarter finns listade i Catalogue of Life.